# Aoku Kiyoku
Aoku Kiyoku (青く清く lit. Azul, limpio?) es un manga de género yaoi escrito e ilustrado por Shinji Kotobuki. Fue serializado en la revista Craft de la editorial Taiyō Tōshō desde el 19 de enero de 2013 hasta el 19 de enero de 2016. El manga ha sido recopilado en un volumen tankōbon.

## Argumento
Natsuki Sugino y Shun Kashiwabara asisten a la misma escuela secundaria y son buenos amigos a pesar de estar en diferentes años. Un día, Shun le confiesa a Natsuki su amor, pero este no puede corresponder sus sentimientos puesto que aún sufre las secuelas de un abuso sexual que sufrió cuando era niño a manos de un hombre mayor; dicha experiencia también ha provocado que no pueda tolerar la idea de salir con alguien de su mismo sexo. Natsuki finalmente se decide por fingir que nada ha cambiado entre ellos, mientras que Shun intenta reprimir sus sentimientos por el bien de su amistad con Natsuki. Sin embargo cuando Tōya, un supuesto exnovio de Shun, aparece y repetidamente insiste en pasar tiempo con ambos, Natsuki no puede evitar sentirse celoso.

## Personajes
Natsuki Sugino (杉野 夏季 Sugino Natsuki?)
Es un estudiante de diecisiete años y amigo de Shun. Cuando era niño fue abusado sexualmente por un estudiante universitario con quien siempre solía jugar y a quien apreciaba mucho; este hecho le afectó profundamente y aún ahora lidia con las secuelas. La mayor parte de la historia se desarrolla alrededor de sus sentimientos conflictivos hacia Shun y su trauma del pasado. 
Shun Kashiwabara (柏原 秋 Kashiwabara Shun?)
Es el deuteragonista de la historia, un estudiante de dieciséis años. Conoció a Natsuki cuando ambos eran estudiantes de preparatoria y ambos se hicieron amigos a pesar de asistir a diferentes escuelas. Se enamoró de Natsuki a primera vista y ahora que ambos asisten a la misma escuela le confiesa su amor. A pesar de ser rechazado por este, mantiene sus esperanzas. Es un 3/4 japonés y 1/4 británico; su abuela materna es británica y vive con esta debido a que sus padres están ocupados con su trabajo. 
Tōya (桃矢 Tōya?)
Es un estudiante que asiste a la misma clase que Shun. De apariencia andrógina y delicada, tiene fama de ser alguien promiscuo y en la escuela se rumorea todo tipo de cosas sobre él. Natsuki creyó que era el exnovio de Shun, pero en realidad nunca tuvieron nada.
Sena Haruta (遼太 梛 Haruta Sena?)
Es un amigo de la infancia de Natsuki. Conoce el pasado de este y también sabe acerca de su difícil situación con Shun; siempre trata de aconsejar a su amigo.

## Media

### Manga
Escrito e ilustrado por Shinji Kotobuki, Aoku Kiyoku comenzó su serialización el 19 de enero de 2013 en la revista Craf de la editorial Taiyō Tōshō, finalizando el 19 de enero de 2016. El manga fue recopilado en un volumen tankōbon lanzado el 1 de abril de 2016. Ha sido serializado para su publicación en Alemania por Tokyopop bajo el nombre de Blue, Clean.